# 4196 Shuya
4196 Shuya este un asteroid din centura principală, descoperit pe 16 septembrie 1982 de Liudmila Cernîh.

## Denumirea asteroidului
Asteroidul a primit numele în onoarea orașului natal al astronomei descoperitoare: Șuia, situat în Regiunea Ivanovo, din Federația Rusă.